# Бардово (Псковская область)
Ба́рдово — деревня на юго-западе Бежаницкого района Псковской области. Входит в состав сельского поселения Кудеверская волость.
Расположена на реке Алоля (к югу от озера Бардово), в 12 км к югу от волостного центра Кудеверь и в 57 км к юго-западу от райцентра Бежаницы.

## Население
Численность населения деревни составляет 186 жителей (2000 год) или 179 жителей (перепись 2002).

## История
До 2005 года деревня была административным центром ныне упразднённой Бардовской волости.